# 碳捕集與利用

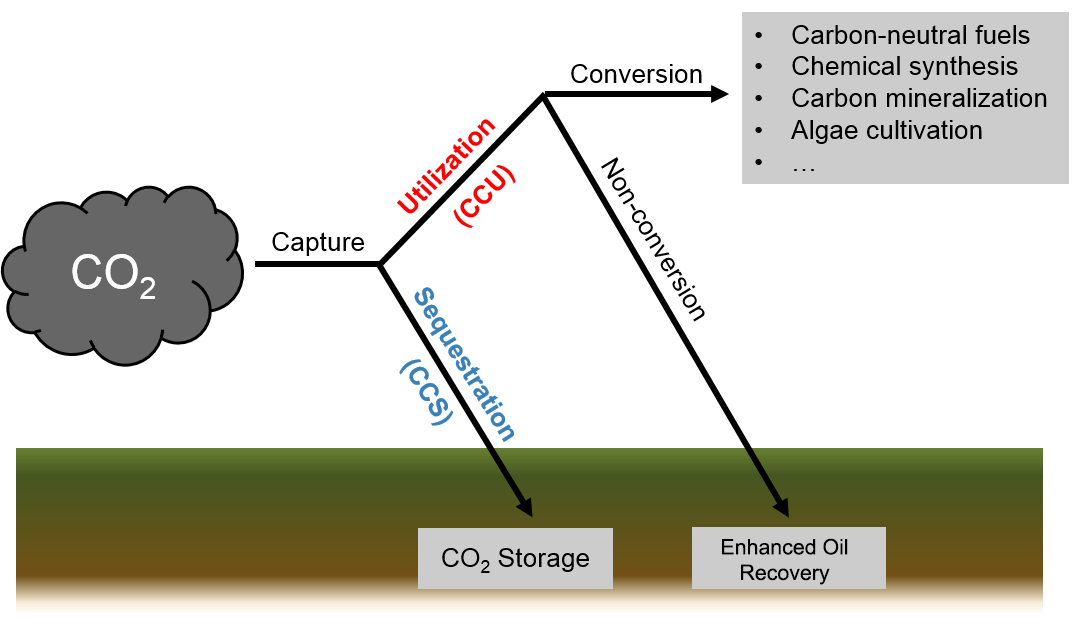
碳捕集與封存或利用之比較

碳捕集與利用（英語：Carbon Capture and Utilization，簡稱CCU）是捕集二氧化碳以供進一步使用的過程。碳捕集與利用可以應對全球挑戰，即顯著減少主要固定工業排放者的溫室氣體排放。CCU不同於碳捕集與封存（CCS），因為CCU既不旨在也不導致二氧化碳的永久地質儲存。相反，CCU旨在將捕集的二氧化碳轉化為更有價值的物質或產品；例如塑料、混凝土或生物燃料等；同時保持生產過程的碳中和。捕集的二氧化碳可以轉化為多種產品：一類是醇類（例如甲醇），可用作生物燃料和其他替代能源和可再生能源，或用於各種化學合成的反應物。儘管CCU不會對大氣產生淨碳正效應，但有幾個重要的考慮因素需要考慮。因為二氧化碳是一種熱力學穩定的碳製造產品，它是能源密集型產品。在投資CCU之前，還應考慮用於製造產品的其他原材料的可用性。考慮到捕集與利用的不同潛在選擇，研究表明，涉及化學品、燃料和微藻類的方法去除二氧化碳的潛力有限，而涉及建築材料和農業用途的方法可能更有效。CCU的盈利能力部分取決於釋放到大氣中的二氧化碳的碳定價。

## 碳源
二氧化碳通常是從發電廠、煉鋼廠、石化廠等重工業的固定點來源捕獲的。從這些廢氣流中捕獲的二氧化碳本身的濃度各不相同。典型的燃煤電廠的煙道氣廢氣流中含有10-12%的二氧化碳濃度。一家生物燃料精煉廠生產高純度99%的二氧化碳，其中含有少量水和乙醇等雜質。分離過程本身可以通過吸收、吸附或膜等分離過程進行。CCU過程中另一個可能的捕集來源涉及種植園的使用。這個想法源於基林曲線的觀察，即大氣中的二氧化碳水平每年變化約5ppm，這是由於植被的季節性變化和南北半球陸地面積的差異所致。然而，當植物死亡時，植物吸收的二氧化碳將返回到大氣中。因此，鑑於其快速生長和高碳捕集率，建議種植具有C4光合作用的作物，然後處理生物質以用於永久儲存在土壤中的生物炭等應用。

## 延伸閱讀
- . The Berkeley Lectures on Energy 1. 2014. ISBN 978-1-78326-327-1. doi:10.1142/p911.
- . Science Advice for Policy by European Academies (报告). 2018. doi:10.26356/CARBONCAPTURE.
- New route to carbon-neutral fuels from carbon dioxide discovered by Stanford-DTU team （页面存档备份，存于）